# 格雷本
格雷本（德語：Gräben）是德国勃兰登堡州的一个市镇，隶属于波茨坦-米特尔马克县。总面积为40.62平方千米，截至2020年总人口为511人。